# Palaemnema desiderata
Palaemnema desiderata – gatunek ważki z rodziny Platystictidae. Występuje na terenie Ameryki Środkowej.